# Mantenay-Montlin
Mantenay-Montlin es una comuna francesa del departamento de Ain, en la región de Auvernia-Ródano-Alpes.

## Demografía
| 361 | 319 | 270 | 252 | 256 | 246 | 276 | 309 |
| Para los censos de 1962 a 1999 la población legal corresponde a la población sin duplicidades (Fuente: INSEE [Consultar]) |     |     |     |     |     |     |     |